# Mistrzostwa Europy w Łucznictwie Polowym 2011
19. Mistrzostwa Europy w łucznictwie polowym odbyły się w dniach 12-18 września 2011 roku w Montevarchi (Włochy). Zawodniczki i zawodnicy startowali w konkurencji łuków dowolnych, gołych oraz bloczkowych. Po raz pierwszy rozegrano zawody drużynowe juniorów.
Polacy nie startowali.

## Medaliści

### Kobiety
| Konkurencja:     | Złoto:                                                     | Srebro:                                                               | Brąz:                                                    |
| łuk dowolny      | Elena Richter                                              | Christine Bjerendal                                                   | Anna Botto                                               |
| łuk bloczkowy    | Ivana Buden                                                | Silke Höttecke                                                        | Toja Černe                                               |
| łuk goły         | Eleonora Strobbe                                           | Monika Jentges                                                        | Christine Gauthé                                         |
| zawody drużynowe | Włochy · Eugenia Salvi · Eleonora Strobbe · Jessica Tomasi | Wielka Brytania · Michelle Kiddy · Tracey Anderson · Victoria Kalmaru | Austria · Elisabeth Grube · Petra Goebel · Andrea Raigel |

### Mężczyźni
| Konkurencja:     | Złoto:                                                          | Srebro:                                                  | Brąz:                                                             |
| łuk dowolny      | Luca Palazzi                                                    | Sebastian Rohrberg                                       | Marco Seri                                                        |
| łuk bloczkowy    | Jari Haavisto                                                   | Neil Wakelin                                             | Dejan Sitar                                                       |
| łuk goły         | Bobby Larsson                                                   | Giuseppe Seimandi                                        | Erik Johsson                                                      |
| zawody drużynowe | Niemcy · Marcus Laube · Sebastian Rohrberg · Karl-Heinz Clauter | Finlandia · Jari Haavisto · Aki Virtanen · Pasi Ahjokivi | Włochy · Antonio Carminio · Giuliano Palmioli · Giuseppe Seimandi |

### Juniorki
| Konkurencja:  | Złoto:      | Srebro:          | Brąz:           |
| łuk dowolny   | Zoé Gobbels | Sandra Andersson | Francesca Bajno |
| łuk bloczkowy | Daisy Clark | Sabrina Franzoi  | Maja Orlic      |

### Juniorzy
| Konkurencja:     | Złoto:                                                | Srebro:                                                    | Brąz:                                                          |
| łuk dowolny      | Marco Morello                                         | Quentin Baraer                                             | Mark Nesbitt                                                   |
| łuk bloczkowy    | Timo Schott                                           | Luka Stoševski                                             | Alex Bridgman                                                  |
| łuk goły         | Henrik Hornung                                        | Robert Mallon                                              | Marko Berus                                                    |
| zawody drużynowe | Niemcy · Manuel Oswald · Timo Schott · Henrik Hornung | Szwecja · Tobias Blomgren · Victor Lundström · Kalle Puman | Wielka Brytania · Mark Nesbitt · Alex Bridgman · Robert Mallon |

## Klasyfikacja medalowa
| Lp. | Państwo         | Złoto | Srebro | Brąz | Razem |
| 1.  | Niemcy          | 5     | 3      | 0    | 8     |
| 2.  | Włochy          | 4     | 2      | 4    | 10    |
| 3.  | Wielka Brytania | 1     | 3      | 3    | 7     |
| 4.  | Szwecja         | 1     | 3      | 1    | 5     |
| 5.  | Finlandia       | 1     | 1      | 0    | 2     |
| 6.  | Chorwacja       | 1     | 0      | 1    | 2     |
| 7.  | Belgia          | 1     | 0      | 0    | 1     |
| 8.  | Słowenia        | 0     | 1      | 3    | 4     |
| 9.  | Francja         | 0     | 1      | 1    | 2     |
| 10. | Austria         | 0     | 0      | 1    | 1     |